# 손포재팬 닛폰코아 본사 빌딩
스미토모 부동산 신주쿠 그랜드 타워(일본어: 住友不動産新宿グランドタワー)는 일본 도쿄에 위치한 마천루다.

## 같이 보기
- 일본의 마천루 목록
- 도쿄도의 마천루 목록